# Nefela, Vrața
Nefela (în bulgară Нефела) este un sat în comuna Vrața, regiunea Vrața,  Bulgaria. 

## Demografie
Componența etnică a satului Nefela
     Bulgari (54,78%)
     Romi (43,48%)
     Nicio identificare (1,72%)
     Altele (0,76%)
La recensământul din 2011, populația satului Nefela era de 522 locuitori. Din punct de vedere etnic, majoritatea locuitorilor (54,78%) erau bulgari, cu o minoritate de romi (43,48%). Pentru 1,72% din locuitori nu este cunoscută apartenența etnică.